# Le Fantôme de la liberté
Pour plus de détails, voir Fiche technique et Distribution.
Le Fantôme de la liberté, 31e et avant-dernier film du réalisateur Luis Buñuel, est un film franco-italien sorti en 1974 et coécrit avec son partenaire (depuis les années 1960) Jean-Claude Carrière.

Le scénario est inspiré d'un conte de Gustavo A. Becquer, poète romantique espagnol. Le titre se réfère à  la première phrase du Manifeste du Parti communiste de Karl Marx et Friedrich Engels : 

« Un spectre hante l'Europe : le spectre du communisme. »

## Synopsis
Le film ouvre son générique sur le tableau de Francisco de Goya, Tres de Mayo, symbole de l'insurrection du peuple espagnol face aux troupes napoléoniennes sur lequel est inscrit en surimpression : 

« L'action de ce film commence à Tolède, en 1808, pendant l'occupation de la ville par les troupes napoléoniennes. »

Tout au long du générique on assiste ensuite à la mise en place de la reproduction vivante de ce tableau ; arrivée du peloton d'exécution, protestation des hommes du peuple et dernier cri de l'homme fusillé au pied duquel figurent déjà d'autres corps. Seul le plan varie car il est pris par la droite et non par la gauche comme dans le tableau.
La voix d'une narratrice se fait entendre. Il s'agit de la bonne du couple Foucauld, qui bute sur un mot difficile alors qu'elle lit un roman sur la guerre napoléonienne en Espagne. Échappant à sa surveillance, la fille des Foucauld, Véronique a suivi un inconnu qui lui a offert une série de cartes postales. Les parents, à qui la jeune fille remet les photos, sont horrifiés en regardant ces clichés. Il s'agit de monuments célèbres, notamment le Sacré-Cœur de Paris, considéré par le couple comme le plus obscène.

## Enchaînement des scènes
De la matrice formelle de la première séquence (générique) vont néanmoins sortir les principaux épisodes de l'époque contemporaine. À l'anticléricalisme du capitaine répondront les prêtres, le tabernacle profané se transformant en image pieuse, au geste autoritaire de la statue de pierre répondront la sévérité hors de propos du colonel dans la caserne et surtout, au drap qui découvre la femme intacte du commandeur, répondra la couverture relevée par le neveu sur le corps de sa tante à nouveau jeune fille. La morte avec qui le capitaine veut faire l'amour se réincarnera aussi dans la sœur du préfet qui téléphone pour que l'on vienne la visiter dans son caveau. Le cri «¡ Vivan las cadenas !» « Vivent les chaînes » reviendra aussi sous différentes formes au cours du film.
- Scène vivante du tableau de Goya incarné
- — Passage de relais avec la narratrice
- Scène dans le parc
- Scène chez les Foucauld
- Scène du rêve dans la chambre des Foucauld
- Scène chez le médecin

— Passage de relais avec l'infirmière du médecin qui se rend à Argenton
- Scène de la voiture et rencontre avec les militaires
- Scène d'arrivée à l'hôtel
- Scène des chambres

— Passage de relais avec le professeur
- Scène de chahut en salle de cours à la gendarmerie
- Scène du cours sur les mœurs à la gendarmerie

— Passage de relais entre les gendarmes et M. Legendre
- Scène chez le médecin
- Scène chez les Legendre : refus d'annoncer la maladie
- Scène en classe avec les Legendre : elle refuse d'écouter sa fille (scène surréaliste au dernier degré)
- 1 min 07 s. Scène au commissariat avec les Legendre : réapparition du tableau du 3 mayo, la fille est toujours non réellement présente dans la scène malgré ses interactions avec les autres personnages. Idée fabuleuse !

— 1 min 10 s. passage de relais avec le tireur grâce à l'interlude du cireur de chaussure (lien faible)
- Scène du tireur dans la tour Montparnasse : terrorisme acte surréaliste par essence,
- Scène du tribunal :
- Scène chez le préfet

— Passage du relais avec le préfet
- Scène du bar : réincarnation de la sœur morte
- Scène du cimetière
- Scène chez le commissaire
- Scène chez le préfet
- Scène au zoo

— À bas la liberté, retour de l'autruche

## Fiche technique
- Titre : Le Fantôme de la liberté
- Réalisation : Luis Buñuel
- Scénario et Adaptation : Luis Buñuel et Jean-Claude Carrière
- Dialogue : Jean-Claude Carrière
- Assistant réalisateur : Pierre Lary, Jacques Frankel
- Images : Edmond Richard
- Opérateur : Jean Harnois (tourné en Panavision sphérique)
- Assistants opérateur : André Clément, Alain Herpe
- Décors : Pierre Guffroy, assisté de Maurice Sergent
- Montage : Hélène Plemiannikov, assistée de Nathalie Lafaurie
- Son : Guy Villette, assisté de Jean Labourel
- Studio auditorium de Paris-Studio-Cinéma à Boulogne Billancourt
- Montage son : Gina Pinier
- Effets sonores : Luis Buñuel
- Script-girl : Suzanne Durrenberger
- Mixage : Alex Pront, assisté de Claude Viland
- Réenregistrement : Jacqueline Porel
- Éditions musicales : Galaxie-Musique
- Photographe de plateau : Jean Distinghin
- Effets spéciaux et accessoiriste de plateau : François Sune
- Effets plastiques : Thierry Vidé
- Maquillage : Monique Archambault
- Coiffures : Alex Archambault
- Costumes : Jacqueline Guyot, assistée d’Olympe Watele
- Régisseur général : Francis Peltier, assisté d’Hervé Lachize
- Régisseur extérieur : Pierre Lefait, assisté de Jean Revel
- Production : Greenwitch-Films
- Distribution : Twenty Century Fox et Lira Films
- Directeur de production : Serge Silberman, Ulrich Pickardt
- Administratrice : Jacqueline Dudilleux
- Administratrice comptable : Jacqueline Oblin
- Chef machiniste : René Menuset
- Chef électricien : Marcel Policard
- Tirage : Laboratoire Franay L.T.C Saint-Cloud
- Générique : C.T.M
- Pays de production :  France,  Italie
- Genre : Comédie, Surréalisme
- Format : 35 mm, couleur (procédé : Eastmancolor) - Mono
- Durée : 103 minutes
- Date de sortie : 11 septembre 1974
- Affiche : René Ferracci (France)

## Distribution
- Bernard Verley : le capitaine des dragons
- Jean-Claude Brialy : M. Foucauld
- Monica Vitti : Mme Foucauld
- Milena Vukotic : l'infirmière
- Paul Frankeur : l'aubergiste
- Michael Lonsdale : Jean Bermans, le chapelier
- François Maistre : le professeur des gendarmes
- Hélène Perdrière : la vieille tante
- Agnès Capri : la directrice d'école
- Jean Rochefort : M. Legendre
- Pascale Audret : Mme Legendre
- Adriana Asti : Estella la dame en noir et Marguerite Richepin la sœur du 1er préfet
- Julien Bertheau : Richepin, le 1er préfet de police
- Michel Piccoli : le 2e préfet de police
- Claude Piéplu : le commissaire
- Adolfo Celi : le docteur Pasolini
- Pierre Maguelon : le gendarme Gérard
- Maxence Mailfort : le lieutenant des dragons
- Anne-Marie Deschodt : Édith Rosenblum, l'assistante du chapelier
- Marie-France Pisier : Mme Calmette
- Pierre-François Pistorio : François de Richemont, le neveu de la vieille tante
- Philippe Brizard : Georges, le barman
- Orane Demazis : la mère du 1er préfet
- Jenny Astruc : la femme du professeur
- Ellen Bahl : la bonne des Legendre
- Augusta Carrière : la bonne du square
- Janine Darcey : la patiente
- Alix Mahieux : la maîtresse de maison
- Annie Monange : une victime du tueur
- Muni : la bonne des Foucauld
- Jacqueline Rouillard : Jacqueline, la secrétaire du 1er préfet et du 2e préfet de police
- Jacques Debary : le président du tribunal
- Pierre Lary : Levasseur, le tueur-poète
- Guy Montagné : le jeune moine
- Marcel Pérès : le vieux moine
- Paul Le Person : Gabriel, un moine
- Bernard Musson : Raphaël, un moine
- Jean Champion : le 1er médecin
- Luis Buñuel : le moine fusillé (caméo non crédité)
- Jean-Claude Carrière : un officier fusillé (caméo non crédité)
- Serge Silberman : un condamné à mort (caméo non crédité)
- André Rouyer : le brigadier
- Marc Mazza : le sergent du tank
- Philippe Brigaud : le satyre
- Jean Rougerie : Charles, le maître de maison
- Marius Laurey : le gardien du cimetière
- Jean Mauvais : un agent
- Gerard Lemaire : un gendarme
- José Bergamin : un condamné à mort
- Valérie Blanco : Aliette, la petite fille disparue
- Thierry Gadal : Un élève en retard
- Marianne Borgo
- T.L. Barras : Un caballero (non crédité)
- José Luis Barros : un condamné à mort (non crédité)
- Daniel Breton : un homme assassiné dans la rue (non crédité)
- Didier Flamand : le secrétaire du 1er préfet et du 2e préfet de police (non crédité)
- Hummel : le corps nu de la vieille tante (non créditée)
- I. Carrière : Véronique Foucauld (non créditée)
- Jean Degrave
- Jean-Michel Dhermay : l'officier français
- Claude Jaeger : le colonel de gendarmerie (non crédité)
- Tobias Engel
- Eric Gamet
- Jean-Claude Jarry : un officier français (non crédité)
- Philippe Lancelot : l'autre officier
- Eric Marion
- Maryvonne Ricaud : Sophie (non créditée)
- Sala : le cireur de chaussures (non crédité)
- Hans Verner : le capitaine de gendarmerie (non crédité)
- Chantal Ladesou : la bonne du maître de maison (non créditée)

## Analyse
Le générique du film possède une fonction très particulière dans cette œuvre. Dépassant clairement la fonction d'introduction, il agit comme une matrice originelle pour l'ensemble de l'œuvre.

### Un film surréaliste
Inscrit dans le mouvement surréaliste, le film est construit sur un procédé qui consiste à suivre l'histoire d'un personnage, puis celle d'un autre après que les deux se furent rencontrés et ainsi de suite. Un parallèle est faisable entre cette construction et la réalisation d'un cadavre exquis, forme inventée par les surréalistes. Ce parallèle doit être cependant nuancé par les propos de Buñuel lui-même :

« Un même récit qui passe par des personnages différents et qui se relayent. J'avais déjà entrevu cela dans L'Âge d'or, où nous commencions par des scorpions, nous poursuivions par les bandits, la fondation de la ville, puis les amants et la fête dans le salon, et nous terminions avec les personnages des 120 jours de Sodome. La différence est que dans le fantôme de la liberté, les épisodes sont plus liés, ils se heurtent moins : ils coulent naturellement. (…) Le Fantôme de la liberté ne fait qu'imiter le hasard, il a été écrit en état de conscience ; ce n'est pas un rêve ni un flot délirant d'images. »

On retrouve aussi l'approche onirique chère aux surréalistes dans l'utilisation des animaux. On pourra citer :
- un émeu qui passe dans une chambre à coucher et qui, à la fin, observe la folie des hommes
- le renard chassé par le militaire que l'on retrouvera empaillé avant de quitter l'hôtel
- le coq qui apparaît pendant la nuit de Mr Foucauld
- l'écureuil
- l'assemblage présent à la fin du film avec le paon, le rhinocéros, l'hippopotame, l'aigle, l'ours et la lionne.

### La figure de la liberté
« Le hasard régit toutes choses ; la nécessité, qui est loin d'avoir la même pureté, ne vient qu'après. Si j'ai un faible pour l'un de mes films, ce serait pour Le Fantôme de la Liberté, parce qu'il tente de développer ce thème. »

Lors de la scène de la fusillade en ouverture un homme crie « ¡ Vivan las ca'enas ! [cadenas] », (« À bas la liberté ! », « Vive les chaînes ! »), phrase historiquement prononcée au retour des Bourbons, selon Luis Buñuel dans son autobiographie.
Se trouve ainsi remise en cause la signification que l'on s'apprêtait à donner au titre du film : celui qui veut imposer les valeurs de la liberté, incarnée par la révolution française et son continuateur Bonaparte, ne propose que le fantôme de cette liberté. Le cri peu orthodoxe du fusillé subvertit cette interprétation ou nous pousse à la porter plus loin : si Napoléon se veut le représentant de la liberté alors le « À bas la liberté » est assez logique. Cette trouvaille est probablement une partie du jeu auquel se livre Buñuel qui n'a de cesse, tout au long du film, de travailler la forme langagière ou picturale pour sans cesse révéler de nouveau possibles. Les possibles prolifèrent, il suffit d'ouvrir des portes, jeu auquel se livreront les prêtres dans l'auberge. Pour en rester au titre du film, Buñuel donne une explication beaucoup plus simple dans les entretiens de 1975 et 1979 réalisés par Thomas Péres Turrent et José de la Colina, de son origine :

« D'une collaboration entre Marx et moi. La première ligne du manifeste du parti communiste dit : "Un fantôme parcourt l'Europe…", etc. Pour ma part, je vois la liberté comme un fantôme que nous essayons d'attraper et… nous étreignons une forme brumeuse qui ne nous laisse qu'un peu d'humidité dans les mains. (…) Dans mon film, le titre a surgi de façon irrationnelle, comme celui d'Un chien andalou, et pourtant, je pense qu'aucun titre n'est plus adéquat, dans un cas comme dans l'autre, à l'esprit du film. »